# Goździelin
Goździelin – wieś w Polsce, położona w województwie świętokrzyskim, w powiecie ostrowieckim, w gminie Bodzechów.
W latach 1975–1998 miejscowość administracyjnie należała do województwa kieleckiego.
Przez miejscowość przebiega droga wojewódzka nr 755.
Wieś sołecka - zobacz jednostki pomocnicze gminy Bodzechów w  BIP.

## Integralne części wsi
| SIMC    | Nazwa       | Rodzaj    |
| ------- | ----------- | --------- |
| 0229346 | Kąty        | część wsi |
| 0229352 | Moczydło    | część wsi |
| 0229369 | Na Wiatraku | część wsi |
| 0229375 | Szymanów    | część wsi |
| 0229381 | Woźna Góra  | część wsi |

## Historia
Pierwsza wzmianka o Goździelinie (w ówczesnej parafii Denków) pochodzi z roku 1366, wówczas to Pasco współdziedzic wsi sprzedaje Marcinowi z Grocholic soją część zwaną „Ulipy” za 20 grzywien (Kodeks Małopolski t.III s.194).
W wieku XV wieś należy do parafii Wszechświęte. Właścicielami jak wymienia (Długosz L.B. t.II s.507) byli Bernardinus Grocholski herbu Syrokomla, Johannes i Nicolaus herbu Wieniawa, Albertus Mychowski herbu Rawa.
W wieku XIX Goździelin opisano jako wieś nad rzeką Kamienną w powiecie opatowskim, gminie Bodzechów, parafii Denków.
- 1827 r. było tu 36 domów i 286 mieszkańców
- 1881 r. było tu 54 domów 391 mieszkańców na 777 morgach ziemi włościańskiej i 1 mordze dworskiej[8].

W początkach wieku XX Goździelin podlega administracyjnie gminie Bodzechów.
- 1921 było tu 105 domów, 648 mieszkańców, w tym 9 wyznania mojżeszowego - 648 mieszkańców deklarowało narodowość polską[9].

W kwietniu 1943 roku oddział Armii Krajowej - "Barwy Białe"  dokonał tu mordu na siedmiu Żydach ukrywających się w domu Marii Czuby.